# دار العلفى (المشنة)

تعديل مصدري - تعديل

دار العلفى هي إحدى قرى عزلة الحوج العدنى بمديرية المشنة التابعة لمحافظة إب، بلغ تعداد سكانها 310 نسمة حسب تعداد اليمن لعام 2004.